# Taiwanisches Zentralgebirge

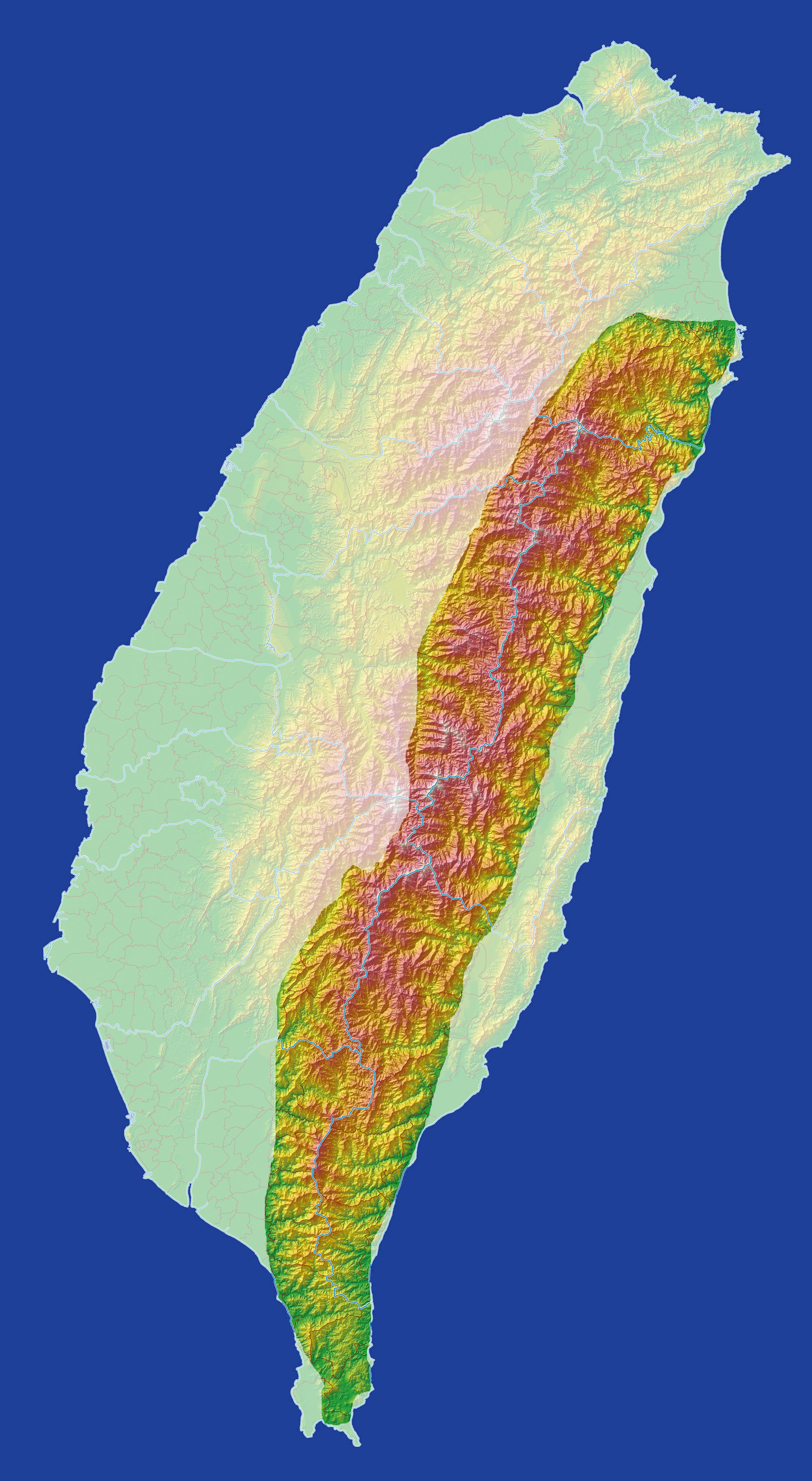
Taiwanisches Zentralgebirge im engeren Sinne

Das Taiwanische Zentralgebirge oder Zhongyang- bzw. Chungyang-Gebirge (chinesisch 中央山脈, Pinyin Zhōngyāng Shānmài, W.-G. Chung1-yang1 Shan1-mai4) ist ein Gebirgszug im Inneren der Insel Taiwan und das größte Gebirgsmassiv der Insel. Im weiteren Sinne wird darunter die gesamte Bergkette, die sich in Süd-Nord-Richtung über die Insel erstreckt, verstanden. Im meist verwendeten engeren Sinne versteht man darunter den südlichen Anteil und grenzt davon das nördlich gelegene Xueshan-Gebirge und das westlich gelegene Yushan-Gebirge ab. Vom weiter östlich gelegenen Haian-Küstengebirge wird das Taiwanische Zentralgebirge durch den Huatung-Graben (Huatung-Tal) getrennt.
Es hat eine Länge von etwa 350 km und eine Breite von 80 km. Nach Osten hin fällt es steil ab, nach Westen in Terrassen. Der höchste Berg Yushan hat eine Höhe von 3.952 m. Im Gebirge leben unter anderem die indigenen Völker Atayal, Bunun und Tsou.

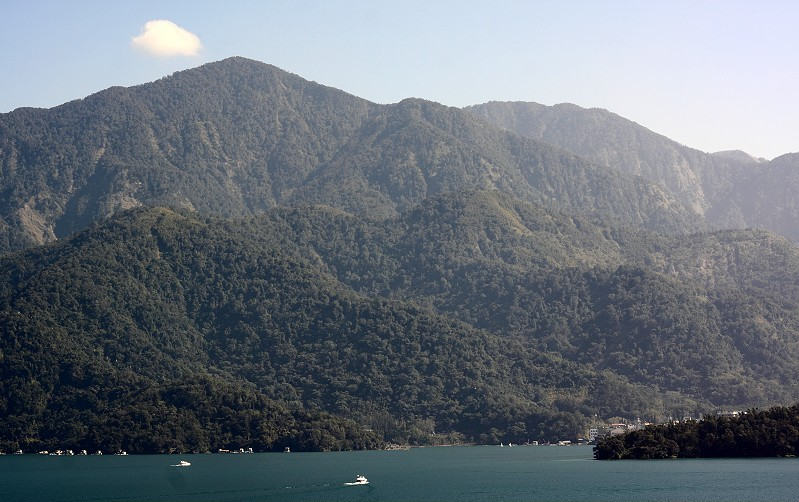
Der Berg Shueishe, gesehen vom Sonne-Mond-See
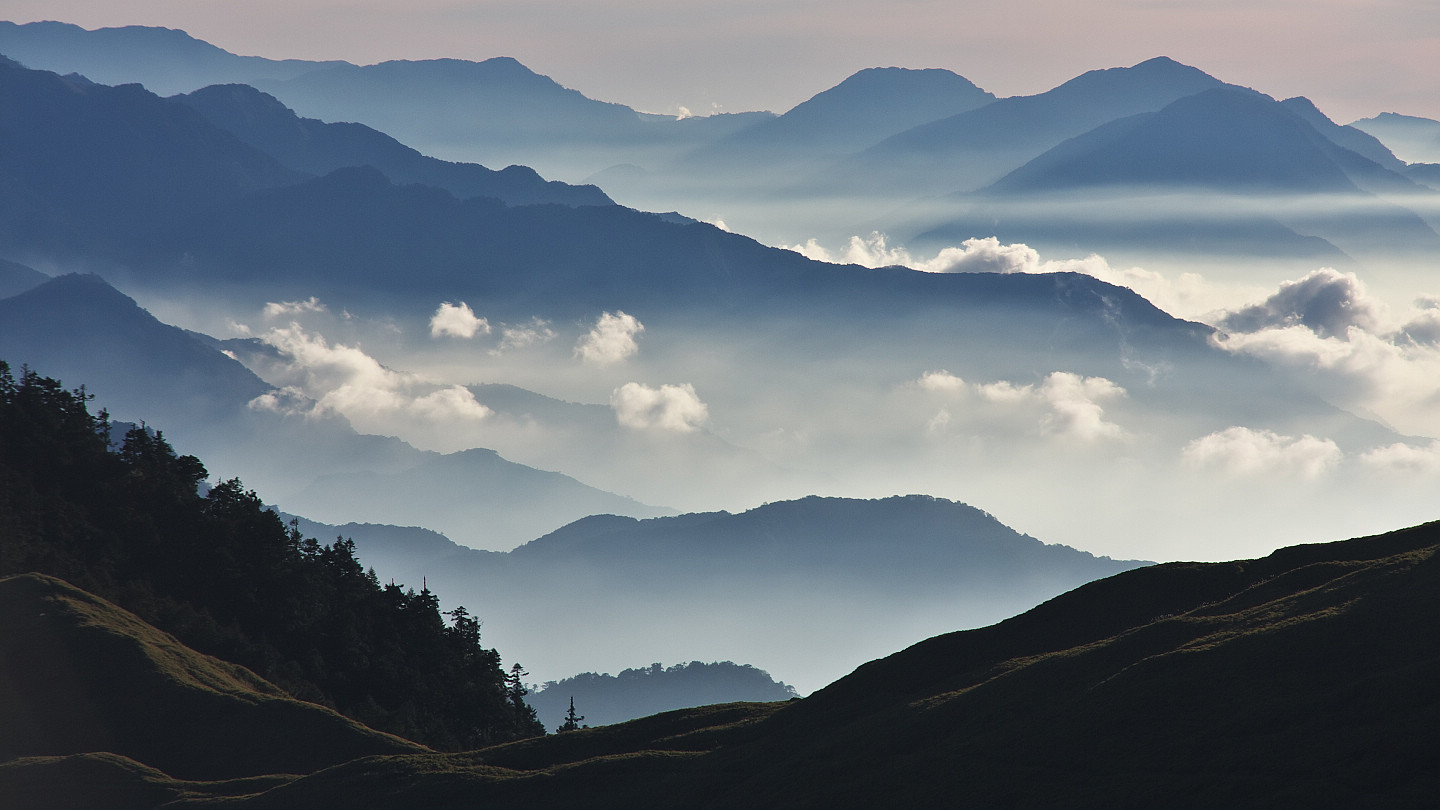
Blick von der Passhöhe Wuling des Hehuanshan
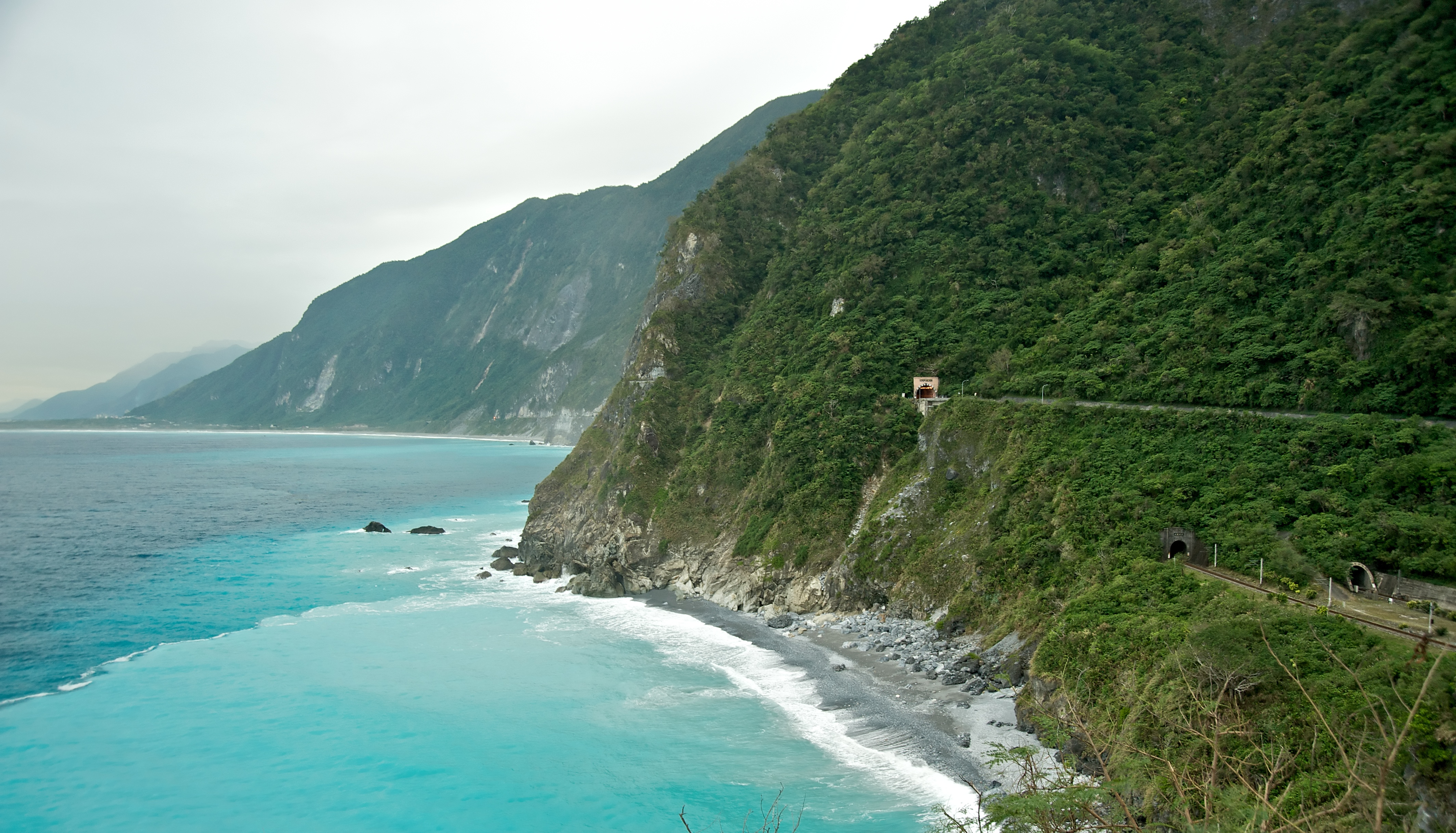
Stellenweise reicht das Zentralgebirge bis unmittelbar ans Meer, wie beim Qingshui-Kliff in Nord-Hualien